# Генриетта Кристина Брауншвейг-Вольфенбюттельская
Генриетта Кристина Брауншвейг-Вольфенбюттельская (нем. Henriette Christine von Braunschweig-Wolfenbüttel; 19 сентября 1669, Вольфенбюттель — 20 января 1753, Рурмонд) — немецкая принцесса из дома Вельфов, аббатиса имперского Гандерсгеймского монастыря.

## Биография
Генриетта Кристина — дочь герцога Антона Ульриха Брауншвейг-Вольфенбюттельского и принцессы Елизаветы Юлианы Гольштейн-Норбургской (1634—1704), дочери герцога Фридриха Шлезвиг-Гольштейн-Норбургского.
9 ноября 1681 года несовершеннолетняя Генриетта Кристина была назначена канониссой в Гандерсгеймском монастыре. 2 ноября 1687 года в присутствии отца состоялась торжественная церемония посвящения её в должность, но принцесса при этом не проживала в монастыре. После смерти аббатисы Кристины Мекленбургской 30 июня 1693 года капитул монастыря единогласно избрал принцессу Генриетту Кристину новой аббатисой 21 декабря 1693 года. 24 апреля 1694 года состоялась торжественная интронизация принцессы в присутствии её родителей, её избрание было утверждено императором Леопольдом I 27 сентября 1694 года.
Избрание дочери в аббатисы Гандерсгейма по дипломатическим каналам было подготовлено отцом с помощью обер-гофмейстера Германа фон Дипенбройка, чтобы разрешить существовавшие конфликты между имперским монастырём и герцогским домом. В качестве условий Гандерсгейм потребовал вернуть отобранные герцогом Юлием монастыри Клус и Брунсгаузен и компенсировать утраченное право на охоту в Эллироде, эти требования было удовлетворено в декабре 1695 года.
Генриетта Кристина поселилась в монастыре, но иногда проживала при брауншвейгском дворе. Она лично председательствовала на заседаниях генерального капитула. Одной из первых мер, предпринятых новой аббатисой, был пересмотр правил приёма в канонисы. В целях повышения престижа монастыря и его доходов кандидатки в канонисы теперь подтверждали своё происхождение из имперских графов до 16-го колена и при поступлении вносили в пользу монастыря по 16 тыс. талеров.
Имперский монастырь, являвшийся прежде источником постоянного недовольства герцогского дома, при Генриетте Кристине приобрёл для её отца новое значение. Герцог Антон Ульрих, единолично правивший в Брауншвейге с 1704 года, в 1708 году выдал свою внучку Елизавету Кристину за будущего императора Карла VI и решил упрочить свои позиции на имперском уровне. В общих с дочерью интересах он всячески подчёркивал имперскую принадлежность монастыря на территории своего герцогства. Аббатиса Генриетта Кристина регулярно присутствовала на заседаниях Регенсбургского рейхстага и поручила провести исследование по истории монастыря своему секретарю Иоганну Георгу Лейкфельду. 5 марта 1709 года герцог Антон Ульрих и аббатиса Генриетта Кристина заключили договор, подтвердивший договорённости о передаче Клуса и Брунсгаузена и урегулировавший правовые отношения между монастырём и герцогом, назначенным императором его хранителем.
Генриетта Кристина была похожа на отца не только внешне, но и по характеру. Как и отец, он испытывала страсть к роскоши. При аббатисе Генриетте Кристине в монастыре начался период расцвета, достигший своего пика при племяннице Генриетты Кристины и её преемнице Елизавете Саксен-Мейнингенской. В 1695—1707 годах при Генриетте Кристине были отреставрированы ветхие хоры монастырской церкви.
Некоторое время аббатиса Генриетта Кристина увлекалась пиетизмом Августа Германа Франке, но затем стала всё больше вместе с отцом интересоваться католицизмом. Её племянница Елизавета Кристина, готовившаяся к браку с католиком, неоднократно бывала в Гандерсгейме в 1705—1706 годах, и аббатиса сподвигла её к переходу в католичество.
Блестящему правлению аббатисы Генриетты Кристины внезапно был положен конец 8 июля 1712 года, когда 42-летняя принцесса родила сына от Георга Кристофа фон Брауна, бывшего придворного советника её отца герцога Антона Ульриха. 29 сентября 1710 года фон Браун был назначен управляющим монастыря, титул каноника он получил 12 марта 1712 года. После рождения ребёнка фон Браун был вынужден покинуть герцогство и отправился в ссылку в Саксонию. Несмотря на все усилия герцогского дома скандал замять не удалось, и «по волнующим причинам» Генриетта Кристина отказалась от сана аббатисы и сразу объявила о переходе в католичество. Она покинула Гандерсгейм 6 сентября 1712 года и поступил в католический монастырь в Рурмонде, где проживала до своей смерти без какого-либо духовного звания.